# Maurice Obstfeld
Maurice Moses Obstfeld (* 19. März 1952 in New York City) ist ein US-amerikanischer Ökonom. Von 2015 bis 2018 war er Chefökonom des Internationalen Währungsfonds. Er gilt als Experte für Fragen der Außenwirtschaftstheorie, insbesondere der internationalen Kapitalströme. Bekannt ist sein Lehrbuch International Economics: Theory and Policy mit Paul Krugman.

## Leben
Von 1969 bis 1973 studierte Obstfeld an der University of Pennsylvania, in Philadelphia. Dort erwarb er einen Bachelor of Arts, den er mit summa cum laude abschloss. 1973 bis 1975 studierte er am King’s College der Universität Cambridge, wo er einen Master erwarb.
Zwischen 1975 und 1979 studierte Obstfeld am Massachusetts Institute of Technology. 1979 erhielt er seinen Ph.D. für eine Arbeit zum Thema Capital Mobility and Monetary Policy under Fixed and Flexible Exchange Rates.
Ab 1979 war er in verschiedenen Positionen an der Columbia University tätig, ehe er 1986 als Professor an die University of Pennsylvania wechselte. Seit 1989 ist er Professor an der University of California, Berkeley. Seit 2001 fungiert er zusätzlich als Berater der Bank of Japan.
Im Juli 2015 gab der Internationale Währungsfonds die Ernennung Obstfelds zum Chefvolkswirt bekannt. In diesem Amt folgte er Olivier Blanchard nach. Im Juli 2018 gab der IWF bekannt, dass Obstfeld Ende 2018 an die University of California, Berkeley, zurückkehren würde. Seine Nachfolgerin wurde Gita Gopinath.

## Ehrungen
- 1984: Sloan Research Fellowship[3]
- 2004: Bernhard-Harms-Preis des Instituts für Weltwirtschaft Kiel[4]
- 2004: Wahl zum Mitglied der American Academy of Arts and Sciences

## Wichtige Publikationen

### Monografien
- mit Douglas A. Irwin (Hrsg.): Floating Exchange Rates at Fifty. Peterson Institute for International Economics, Washington 2024, ISBN 978-0-88132-749-6.
- mit Alan M. Taylor: Global Capital Markets: Integration, Crisis, and Growth. Cambridge University Press, New York NY 2003, ISBN 0-521-63317-6.
- mit Guillermo A. Calvo, Rudi Dornbusch: Money, Capital Mobility, and Trade. Essays in Honor of Robert Mundell. The MIT Press, Cambridge MA u. a. 2001, ISBN 0-262-03282-1.
- mit Kenneth Rogoff: Foundations of International Macroeconomics. The MIT Press, Cambridge MA u. a. 1996, ISBN  0-262-15047-6.
- The Logic of Currency Crises (= National Bureau of Economic Research. Working Paper. 4640, ISSN 0898-2937). National Bureau of Economic Research, Cambridge MA 1994.
- mit Paul Krugman: International Economics. Theory and Policy. Scott, Foresman and Comp., Glenview IL 1988, ISBN 0-673-39733-5 (Mehrere Auflagen und Übersetzungen).

### Zeitschriftenbeiträge
- Imperfect Asset Substitutability and Monetary Policy under Fixed Exchange Rates. In: Journal of International Economics. Bd. 10, Nr. 2, 1980, S. 177–200, doi:10.1016/0022-1996(80)90053-7.
- Intermediate Imports, the Terms of Trade, and the Dynamics of the Exchange Rate and Current Account. In: Journal of International Economics. Bd. 10, Nr. 4, 1980, S. 461–480, doi:10.1016/0022-1996(80)90001-X.
- Capital Mobility and Devaluation in an Optimizing Model with Rational Expectations. In: The American Economic Review. Bd. 71, Nr. 2, 1981, S. 217–221, JSTOR:1815721.
- Can We Sterilize? Theory and Evidence. In: The American Economic Review. Bd. 72, Nr. 2, 1982, S. 45–50, JSTOR:1802301.
- Exchange Rates, Inflation, and the Sterilization Problem: Germany, 1975–1981. In: European Economic Review. Bd. 21, Nr. 1/2, 1983, S. 161–189, doi:10.1016/S0014-2921(83)80015-4.
- Rational and Self-Fulfilling Balance-of-Payments Crises. In: The American Economic Review. Bd. 76, Nr. 1, 1986, S. 72–81, JSTOR:1804128.
- mit Kenneth Rogoff: Ruling Out Divergent Speculative Bubbles. In: Journal of Monetary Economics. Bd. 17, Nr. 3, 1986, S. 349–362, doi:10.1016/0304-3932(86)90062-0.
- International Risk Sharing and Capital Mobility: Another Look. In: Journal of International Money and Finance. Bd. 11, Nr. 1, 1992, S. 115–121, doi:10.1016/0261-5606(92)90025-S.
- mit Kenneth Rogoff: Exchange Rate Dynamics Redux. In: Journal of Political Economy. Bd. 103, Nr. 3, 1995, S. 624–660, JSTOR:2138701.
- A Strategy for Launching the Euro. In: European Economic Review. Bd. 42, Nr. 6, 1998, S. 975–1007, doi:10.1016/S0014-2921(97)00142-6.
- Financial Shocks and Business Cycles: Lessons from Outside the United States. In: Federal Reserve Bank of Boston. Conference Series. Bd. 42, 1998, ZDB-ID 1286391-9, S. 187–193.
- Globalization and Macroeconomics. In: NBER Reporter. 2000, S. 18–23, (online).
- mit Kenneth Rogoff: The Six Major Puzzles in International Macroeconomics: Is There a Common Cause? In: NBER Macroeconomics Annual. Bd. 15, 2000, S. 339–390, doi:10.2307/3585403.
- Inflation-Targeting, Exchange-Rate Pass-Through, and Volatility. In: The American Economic Review. Bd. 92, Nr. 2, 2002, S. 102–107, JSTOR:3083385.